# União das Freguesias de Entre Ambos-os-Rios, Ermida e Germil
Die União das Freguesias de Entre Ambos-os-Rios, Ermida e Germil ist eine portugiesische Gemeinde (Freguesia) im Kreis (Concelho) Ponte da Barca im Nordwesten Portugals.

## Geschichte
Die Gemeinde entstand im Zuge der Gebietsreform vom 29. September 2013 durch die Zusammenlegung der ehemaligen Gemeinden Entre Ambos-os-Rios, Ermida und Germil. Entre Ambos-os-Rios wurde Sitz der neuen Verwaltung.

## Demographie
| Freguesia | Freguesia                            | Freguesia | Freguesia       | ehemalige Freguesias | ehemalige Freguesias | ehemalige Freguesias | ehemalige Freguesias |
| --------- | ------------------------------------ | --------- | --------------- | -------------------- | -------------------- | -------------------- | -------------------- |
| Wappen    | Freguesia                            | Einwohner | Fläche in (km²) | Wappen               | Freguesia            | Einwohner            | Fläche in (km²)      |
|           | Entre Ambos-os-Rios, Ermida e Germil | 498       | 38,67           |                      | Entre Ambos-os-Rios  | 499                  | 14,58                |
|           | Entre Ambos-os-Rios, Ermida e Germil | 498       | 38,67           | Ermida               | 61                   | 11,15                |                      |
|           | Entre Ambos-os-Rios, Ermida e Germil | 498       | 38,67           | Germil               | 48                   | 12,94                |                      |